# 悠久の車輪
『悠久の車輪』（ゆうきゅうのしゃりん）は、スクウェア・エニックスおよびタイトーが開発、販売した日本のオンライントレーディングカードアーケードゲーム。

## 概要
アクエリアンエイジオルタナティブ（以下AAA)に続く、タイトーのオンラインカードアーケードゲーム第二弾。タイトーの親会社であるスクウェア・エニックスとの共同クレジットになっているが、基本的に開発、運営はタイトー主導で行われている。西洋ファンタジーをベースにした、独自の世界観に基づくキャラクターが描かれたカードをテーブル型の読み取り筐体の上で操作し、リアルタイムで対戦を行うシステムとなっている。
2007年6月14日まで特定店舗にてロケーションテストを行い、2008年3月11日より全国で稼動を開始した。
また2009年6月18日より、香港でも稼動を開始した。
NESYSに対応し、ICカードを用いてサーバーにプレイデータを保存したり、日本全国および香港の他のプレイヤーとの対戦プレイを行うことができる。
ゲームデザインおよびシナリオは、ディメンションゼロなどのトレーディングカードゲームのデザインを手がけた有限会社遊宝洞が担当。また、スクウェア・エニックス所属の吉田明彦がイメージイラストおよび一部カードのイラストレーションで参加している（クレジット表記はAkihiko Yoshida）。
2011年8月31日を以てネットワークサービスを終了した。

## 筐体
筐体は「AAA」からのコンバートではなく、新たに開発されたものである。カード配置場所に映像が表示されるプレイスクリーンなどの仕様を引き継ぎつつ、プレイスクリーン部分の面積拡大や表示映像の高明度化、取り除いたカードを置いておくカードホルダーの追加、ICカードの読み取り方式の変更など、細部にわたって改良が加えられた。この筐体はスクウェア・エニックス開発のLORD of VERMILIONにおいても使用されている。

## ゲーム内容
1対1の対戦ゲームで、1〜5レベルまであるプレイカードの中から合計10レベルになるようにデッキを構成し、相手との戦闘を行う。プレイスクリーン部分が戦場に対応し、盤面のカードを動かすことで画面内の対応するユニットが移動、相手ユニットと接触することで相手を攻撃することができる。
戦場にはプレイヤーの分身である召喚士が存在し、ユニットや特殊な方法で呼び出せる召喚獣で攻撃することで、召喚士のHPにダメージを与えることができる。制限時間内に相手召喚士のHPを全て減らせれば勝利、味方召喚士のHPを全て減らされると敗北。時間切れの場合はより多くHPが残っていた方の勝利となる。

### ユニットについて
ユニットタイプは3すくみの関係になっている。
キーパー
高い攻撃力を持ち、エレメンタルの生成・破壊スピードが速い。その場に留まることでHPの回復を行う。基本攻撃力が高いため対シーカーに有利だが機動力が低いのでマスターに弱い。
シーカー
機動力が高い反面、エレメンタルの生成速度が遅い。移動し続ける事でオーラを纏い、マスターからの遠距離攻撃のダメージを軽減出来る。全体的にキーパーよりHP・攻撃力が低め。
マスター
止まっている状態で、離れた敵に対して遠隔攻撃を行う事ができる。そのため移動力の低いキーパーに強く、回避力の高いシーカーに不利。
ユニットはそれぞれZOC（Zone of Control：接近時に相手を足止めする力）を持ち、マスター＜シーカー＜キーパーの順に足止めする力が強くなる。
戦闘不能になったユニットは盤面から取り除かなければならない（例外もあり）。一定時間後、そのユニットのコスト分のMPを消費することで復活させる事ができる。

### エレメンタル・召喚獣について
ユニットを動かしながら右側にあるエレメンタルボタンを押すことでその場所にエレメンタルを生成することが出来る。また生成中はそのユニットは無防備になる（生成中に戦闘不能になると、エレメンタルは生成されない）。エレメンタルと召喚士を結んだ三角形以上の角を持った図形を魔法陣という。エレメンタルは最大6個まで生成でき、数が多いほど召喚ゲージの上昇速度が上がる。召喚ゲージがMAXになった状態でエレメンタルボタン、アビリティボタンを同時押しする事で召喚獣を召喚する事ができる。召喚獣は魔法陣の大きさによって滞在時間が異なり、魔法陣が大きいほど長く滞在し続ける（相手にダメージを与え続ける）。
最初から使用できる召喚獣はラファエルのみだが、特定の条件を満たすことで使用可能となる。
また、自軍召喚士のHPが約3割以下になり、HPゲージが赤く点滅している状態で召喚を行うとそれぞれ固有の「潜在能力」が発動する。その多くは非常に強力な効果を持ち、劣勢からの一発逆転を狙えるようになっている。
癒しの天使ラファエル
相手召喚士の前まで移動し、剣で攻撃。最初から使用可能で、最もスタンダードな性能を持つ。攻撃間隔は2秒
混沌の卵ジャックポット
「車輪の子ら」のグランガイアシナリオクリアで使用可能。
魔法陣の中心に出現し、その場所からレーザーで攻撃する。敵だけでなく味方にも攻撃判定があるので注意が必要。
世界樹ユグドラシル
「車輪の子ら」のシルヴァランドシナリオクリアで使用可能。
魔法陣の中心から全体攻撃を行う。攻撃力が低いが、敵のユニットや召喚獣にもダメージを与える事ができる。攻撃間隔は1.5秒
深海の魔龍リヴァイアサン
「車輪の子ら」のスケールギルドシナリオクリアで使用可能。
移動力、攻撃が非常に遅いが、一撃が最も大きい。また敵ユニット殲滅力も高い。攻撃間隔は約9秒
天空の魔龍バハムート
「車輪の子ら」のバハムートロアシナリオクリアで使用可能。
移動力が非常に高く、敵ユニットを巻き込みやすい。体力・防御力が低いのが弱点。攻撃間隔は2秒
冥界の騎士デュラハン
「車輪の子ら」のネクロポリスシナリオクリアで使用可能。
ラファエルに近い能力を持つ。こちらの方がやや基礎HPが多い。
闇夜の邪龍カオスドラグーン
「揺れ動く運命」のシナリオ1（アレキサンダー）クリア、または全国対戦を10回プレイで使用可能。
バハムートに近い能力を持つが、より攻撃力が高く体力・防御力が低い。召喚時に敵ユニットに微量のダメージを与える。
最果ての樹クリスタロス
「混沌の楔」のシナリオ1（アルカディア）クリア、または全国対戦をユグドラシル使用で10回プレイで使用可能。
ユグドラシルに近い能力を持つが、やや攻撃力が高い代わりに召喚獣カスタマイズの影響を受けにくい。
地を穿つ蛇ヨルムンガルド
「残された希望」のシナリオ1（バハムートロア）クリア、または全国対戦をリヴァイアサン使用で10回プレイで使用可能。
リヴァイアサンと同様に攻撃が非常に遅いが、移動せず魔法陣の中心から相手召喚士を直接攻撃する。召喚時に敵ユニットに微量のダメージを与え、周囲の味方ユニットの攻撃力を上昇させる。

### アビリティ・スキルについて
アビリティは、ユニットが生存している間20秒ごとに貯まるAP（アビリティポイント）が各ユニット毎に決まっている値まで貯まったときに左側にあるアビリティボタンを押すことで使用できる。相手ユニットにダメージを与える能力や、味方エレメンタルに様々な効果を付加するエンチャント能力など様々なものがある。
アビリティがプレイヤーの意思で発動できるとすると、スキルは自動的に発動する能力である（味方召喚士のHPが一定以下、残り時間が一定以下など）。また、アビリティやスキルを持っていないキャラクターも存在する。

### カードについて
カードのレアリティにはSR（スーパーレア）、R（レア）、UC（アンコモン）、C（コモン）、EX（エキストラ 4th エクスパンションより追加)の5種類があり、入手しづらい順にレアリティが高くなっている。稼動当初は1セット（50枚）の中身はSR1枚、R3枚、UC8枚、C38枚となっていた。
2008年7月29日に、1st　エクスパンション“聖剣の行方”が排出開始となり、それに伴ってカード配列がSR2枚、R4枚、UC8枚、C36枚に変更された。
また、4thエクスパンション“混沌の楔”において新レアリティが追加されたことにより、SR2枚、R4枚、EX4枚、UC11枚、C29枚に変更された。

## 参加イラストレーター
| 悠久の車輪〜 | | | |
| - かのえゆうし - かどつかさ - ムラナコ - ROS - 根岸祐一 - 瀬之本久史 - 小川雅史 - 式部玲 - 前田浩孝 - 丹野忍 - 近藤敏信 - 珠梨やすゆき - タケシマサトシ - なるみすずね - 戸橋ことみ - STS - 洋武 - 加園誠 - ハヅキリョウ - 天野尚 | - 末弥純 - 吉井徹 - 西村有加 - コタニ：トモユキ - 田中松太郎 - 末次誉亮 - 高梨かりた - アオイスバル - 下北沢鈴成 - たかなぎ優名 - 高田明美 - 葵久美子 - 柏餅よもぎ - 有子瑶一 - 左 - きむらじゅんこ - 麻倉桜 - 蘭宮涼 - D.K - 庄名泉石 | - 横山浩子 - 開田裕治 - 甲壱 - 戸部淑 - 村枝賢一 - ふる鳥弥生 - 佐藤直樹 - 松本敏章 - 獅子猿 - TOKIYA - 火浦R - 進藤要 - 結城辰也 - さんりようこ - こ〜ちゃ - 水上広樹 - 堺はまち - こうたろ - 添田一平 - S.of.L | - タカヤマトシアキ - Akihiko Yoshida - 増田幹生 - 美樹本晴彦 - 平尾僚 - あきまん - 中津英一朗 - 小林智美 - うたたねひろゆき - 森山大輔 - 米田仁士 - 槻城ゆう子 |
| 1stエクスパンション 聖剣の行方〜 (2008年7月29日排出開始) | | | |
| - 結城信輝 - shuji sogabe - 前河悠一 - 百瀬寿 | - 山宗 - 伊藤サトシ - 安達洋介 - 米谷尚展 | - hippo - 成庵 - 齋藤直葵 - 西野幸治 | - すぎやま現象 - すか - 春乃壱 |
| 2ndエクスパンション 揺れ動く運命〜 (2008年11月27日排出開始) | | | |
| - 天野喜孝 - トニーたけざき - 日向悠二 - 文倉十 | - わざきた - 凪良 - TANA - Kou Takano | - 木下勇樹 | |
| 3rdエクスパンション 二振りの宿命〜 (2009年3月4日排出開始) | | | |
| - ヒライユキオ - 七瀬葵 - 四季童子 - 草彅琢仁 | - ウスダヒロ - 原田たけひと | | |
| 4thエクスパンション 混沌の楔〜 (2009年6月18日排出開始) | | | |
| - 人丸 - 渡邊里恵香 - tomatika - しのづかあつと | - 今井神 | | |
| 5th エクスパンション 審判の波動〜 (2009年10月1日排出開始) | | | |
| - そのだみく - せがわまさき - 山崎奈苗 - 緑川美帆 | - 後藤圭二 | | |
| 6th エクスパンション 残された希望〜 (2010年2月4日排出開始) | | | |
| - いのまたむつみ - F.S | | | |
| 7th エクスパンション 聖剣と魔剣〜 (2010年7月1日排出開始) | | | |
| - 廣岡政樹 - 音楽ナスカ | | | |

## 出演声優
|                                                        |                                                        |                                                          |                                                      |                                                              |                                                        |                                                          |                                  |
| - 皆川純子 - 安斉一博 - 石川千鶴 - 遠藤大輔 - 小野涼子 | - 木村拓 - 櫛田泰道 - 小林希唯 - 佐藤雄大 - 沢城みゆき | - 設楽麻美 - 千々和竜策 - 西野陽子 - 浜田賢二 - 樋渡宏嗣 | - 細谷佳正 - 松尾佳 - 三浦綾乃 - 中尾衣里 - 西凜太朗 | - 世戸さおり - 松嵜麗 - 青木紀子 - 安士百合野 - ふくまつ進紗 | - 福山潤 - 松尾大亮 - 福田彦太 - 増田隆之 - 五十嵐裕美 | - 茂木たかまさ - 古川玲 - 神田知子 - 長谷部慎二 - 京谷拓 | - 瀧澤正和 - 山口聡子 - 根岸祐一 |